# Flàvia Màxima Constància
Flàvia Màxima Constància (Flavia Maxima Constantia) fou emperadriu romana, esposa de l'emperador de l'Imperi Romà d'Occident Gracià, i filla de l'emperador Constantí II i de la seva tercera esposa Faustina. Va néixer poc abans de la mort del seu pare el 361 · .
El 365 fou agafada junt amb la seva mare per Procopi, rebel·lat contra Valent, que les va portar (igual que els altres ostatges) en totes les seves expedicions perquè suposava que així incitava a les seves tropes a lluitar.
El 375 fou promesa al jove emperador Gracià i quan s'anava a reunir amb aquest fou sorpresa pel camí per un contingent de quades invasors, i se la van emportar però fou rescatada pel governador d'Il·líria Mesal·la que la va portar a Sírmium.
Va morir abans del 383 en data no coneguda, probablement de malaltia, sense deixar fills.